# Norwalk (Ohio)
Norwalk è una località degli Stati Uniti d'America, capoluogo della contea di Huron, nello Stato dell'Ohio.